# Chiara Censori
Chiara Censori (Marino, 22 dicembre 1999) è una pattinatrice artistica su ghiaccio e pattinatrice di figura in-line italiana oltre che allenatrice di entrambe le discipline.

## Biografia

### Vita privata
Nata e cresciuta a Marino dove vive con la mamma Sabrina Fiordelmondo, maestra di pattinaggio di 4º livello che è, sin dagli inizi della carriera sportiva, la sua allenatrice sia per il pattinaggio artistico su ghiaccio che per il pattinaggio di figura in linea.
Nel 2016 all'età di diciassette anni entra a far parte della nazionale italiana nella Federazione Italiana Sport Rotellistici
Nel 2018 consegue a Roma il diploma di maturità scientifica e consegue inoltre l'abilitazione di insegnante di base FISR, il diploma maestra base di pattinaggio su ghiaccio FISG ed il diploma di coach di pattinaggio di figura in linea WIFSA.

### Pattinaggio artistico su ghiaccio
Inizia a pattinare all'età di 6 anni con la società Angeli sul ghiaccio A.S.D.. Nonostante la madre Sabrina Fiordelmondo, pattinatrice e maestra di pattinaggio artistico su ghiaccio, ritenesse tardivo l'esordio in questa disciplina, già a partire dal 2006 Chiara partecipa e ottiene il primo posto in diverse gare regionali e del circuito UISP per la propria categoria di età. Tra il 2010 e la stagione 2013/2014 è per tre volte campionessa italiana UISP ed ottiene il primo posto in diverse gare internazionali del circuito European Criterium.
Nella stagione 2014/2015 conquista nuovamente il titolo di campionessa italiana UISP, diventa Atleta della Nazionale Italiana di pattinaggio artistico su ghiaccio FISG categoria juvenile ed ottiene il 9º posto ai Campionati Italiani FISG di livello Junior.
Nella stagione 2015/2016 dopo il trasferimento presso il Palaghiaccio Mezzaluna di Mentana e sempre con la Società Angeli sul ghiaccio A.S.D., passa alla categoria Junior nella nazionale, ottenendo la fascia di merito Elite. È campionessa italiana circuito UISP in categoria Junior e viene convocata alla competizione internazionale Lombardia Trophy a Milano, facente parte della ISU Challenger Series di pattinaggio di figura, classificandosi al 20º posto della gara di livello Junior.
 
Partecipa alla web fiction Tre amiche sul ghiaccio tratta dal romanzo di Mathilde Bonetti. Il 21 marzo 2015 si esibisce a Notti sul ghiaccio, programma televisivo presentato da Milly Carlucci, con la compagnia Ghiaccio Spettacolo.
 Il 21 gennaio 2019 è stata trasmessa sul canale Sky Mediasport Channel nel programma "A tu per tu" una lunga intervista condotta da Enzo Cerrone. 
Nella stagione 2017/2018 ottiene il podio più alto nella 1ª e nella 2ª gara nazionale FISG di livello Junior tenutesi a Mentana. Nel 2018 ottiene anche l'abilitazione come insegnante di pattinaggio su ghiaccio FISG e come insegnante di pattinaggio a rotelle in linea FISR e WIFSA.

### Pattinaggio artistico inline
Nel 2015 prova per la prima volta i pattini in linea, applicando nelle sue esibizioni le tecniche del pattinaggio artistico su ghiaccio, e il 26 giugno 2016 vince la medaglia d'argento per il pattinaggio di figura in linea al Campionato Mondiale WIFSA categoria Junior World Open 2016. Il 30 luglio 2016 vince la medaglia d'oro per il pattinaggio di figura in linea al Trofeo Italiano Artistico FIHP categoria Junior a Roana. Il 5 novembre 2016 si aggiudica la medaglia d'oro per il pattinaggio di figura in linea al Campionato Internazionale Coppa Europa 2016 CERS categoria Senior a Calderara di Reno.
Il 1º luglio 2017 riceve la medaglia d'argento per il pattinaggio di figura in linea al Campionato Europeo Artistico In Line categoria Junior di Dijon in Francia. Nella stessa manifestazione si è disputato anche il WIFSA WORLD OPEN 2017 in cui Chiara Censori si è classificata al 2º posto ottendendo la medaglia d'argento. Il 1º settembre 2017 è sul podio più alto al World Roller Games 2017 categoria Junior a Nanjing.
Il 21 maggio 2018 si impone ottenendo la medaglia d'oro per il pattinaggio di figura in linea agli Internazionali Diamond Skate Trophy 2018 categoria Junior a Dolo, vicino a Venezia.. Il 9 luglio 2018 raggiunge il primo posto ricevendo la medaglia d'oro per il pattinaggio di figura in linea ai Campionati Europei categoria Junior a Cork in Irlanda. Sempre a Cork si è tenuto l'8th WORLD OPEN Inline Figure Skating dove conquista la medaglia d'oro. Il 3 agosto 2018 ancora una volta sul gradino più alto conquistando la medaglia d'oro ai Campionati Italiani categoria Junior a Folgaria. Il 4 ottobre 2018, conferma il titolo ottenuto nel 2017 a Nanjing ricevendo la medaglia d'oro mondiale per il pattinaggio di figura in linea al Artistic Skating World Championship categoria Junior a Moulleron-le-Captif in Francia. l'8 novembre si è esibita al programma X Factor in onda su Sky durante la canzone di Martina Attili. Il 10 giugno 2019 a seguito degli eccellenti risultati ottenuti in campo nazionale ed internazionale sia per il pattinaggio su ghiaccio che per il pattinaggio inline, presso l'Aula Consigliare di palazzo Colonna, sede del Comune di Marino è stata premiata dal Vice Sindaca ed Assessore allo Sport Paola Tiberi d'innanzi al Sindaco Carlo Colizza, alla Giunta Comunale e a tutto il Consiglio Comunale. Il 14 giugno 2019 ancora una volta sul gradino più alto conquistando la medaglia d'oro ai Campionati Italiani FISR questa volta nella categoria Senior a Ponte di Legno. Il 4 luglio ai World Roller Games 2019 tenuti in Spagna presso il complesso sportivo Jordi Sants di Barcellona conquista il titolo mondiale nella categoria senior. Il 18 luglio 2019 è stata ospite d'onore al 9th World Open Inline Figure Skating WIFSA tenutosi a Fasano. Il 2 settembre 2019 agli European Championships Artistic Roller Skating 2019 di Harsefeld in Germania conquista la medaglia d'oro ottenendo il titolo europeo anche nella categoria senior. Il 9 novembre 2019 partecipa al programma Mediaset Tú sí que vales su canale 5 ottenendo l'approvazione dei quattro giudici di gara e il 94% della giuria popolare.

## Palmarès
| Risultati pattinaggio artistico inline             | Risultati pattinaggio artistico inline | Risultati pattinaggio artistico inline | Risultati pattinaggio artistico inline | Risultati pattinaggio artistico inline | Risultati pattinaggio artistico inline | Risultati pattinaggio artistico inline | Risultati pattinaggio artistico inline | Risultati pattinaggio artistico inline | Risultati pattinaggio artistico inline | Risultati pattinaggio artistico inline | Risultati pattinaggio artistico inline | Risultati pattinaggio artistico inline | Risultati pattinaggio artistico inline | Risultati pattinaggio artistico inline | Risultati pattinaggio artistico inline |                                 |                                 |
| Internazionali categoria Senior                    | Internazionali categoria Senior        | Internazionali categoria Senior        | Internazionali categoria Senior        | Internazionali categoria Senior        | Internazionali categoria Senior        | Internazionali categoria Senior        | Internazionali categoria Senior        | Internazionali categoria Senior        | Internazionali categoria Senior        | Internazionali categoria Senior        | Internazionali categoria Senior        | Internazionali categoria Senior        | Internazionali categoria Senior        | Internazionali categoria Senior        | Internazionali categoria Senior        | Internazionali categoria Senior | Internazionali categoria Senior |
| Evento                                             | 2016                                   | 2017                                   | 2018                                   | 2019                                   |                                        |                                        |                                        |                                        |                                        |                                        |                                        |                                        |                                        |                                        |                                        |                                 |                                 |
| -------------------------------------------------- | -------------------------------------- | -------------------------------------- | -------------------------------------- | -------------------------------------- | -------------------------------------- | -------------------------------------- | -------------------------------------- | -------------------------------------- | -------------------------------------- | -------------------------------------- | -------------------------------------- | -------------------------------------- | -------------------------------------- | -------------------------------------- | -------------------------------------- | ------------------------------- | ------------------------------- |
| Campionati del mondo di Pattinaggio Artistico FIRS |                                        |                                        |                                        | 1º                                     |                                        |                                        |                                        |                                        |                                        |                                        |                                        |                                        |                                        |                                        |                                        |                                 |                                 |
| Campionati europei di Pattinaggio Artistico CERS   |                                        |                                        |                                        | 1º                                     |                                        |                                        |                                        |                                        |                                        |                                        |                                        |                                        |                                        |                                        |                                        |                                 |                                 |
| Coppa Europa CERS                                  | 1º                                     |                                        |                                        |                                        |                                        |                                        |                                        |                                        |                                        |                                        |                                        |                                        |                                        |                                        |                                        |                                 |                                 |
| Nazionali                                          |                                        |                                        |                                        |                                        |                                        |                                        |                                        |                                        |                                        |                                        |                                        |                                        |                                        |                                        |                                        |                                 |                                 |
| Campionati italiani Senior FISR                    |                                        |                                        |                                        | 1º                                     |                                        |                                        |                                        |                                        |                                        |                                        |                                        |                                        |                                        |                                        |                                        |                                 |                                 |
| Internazionali categoria Junior                    |                                        |                                        |                                        |                                        |                                        |                                        |                                        |                                        |                                        |                                        |                                        |                                        |                                        |                                        |                                        |                                 |                                 |
| Evento                                             | 2016                                   | 2017                                   | 2018                                   | 2019                                   |                                        |                                        |                                        |                                        |                                        |                                        |                                        |                                        |                                        |                                        |                                        |                                 |                                 |
| Campionati del mondo di Pattinaggio Artistico FIRS |                                        | 1º                                     | 1º                                     |                                        |                                        |                                        |                                        |                                        |                                        |                                        |                                        |                                        |                                        |                                        |                                        |                                 |                                 |
| WIFSA World Open Competition                       | 2º                                     | 2º                                     | 1º                                     |                                        |                                        |                                        |                                        |                                        |                                        |                                        |                                        |                                        |                                        |                                        |                                        |                                 |                                 |
| Campionati europei di Pattinaggio Artistico CERS   |                                        | 2º                                     | 1º                                     |                                        |                                        |                                        |                                        |                                        |                                        |                                        |                                        |                                        |                                        |                                        |                                        |                                 |                                 |
| Diamond Skate Trophy                               |                                        |                                        | 1º                                     |                                        |                                        |                                        |                                        |                                        |                                        |                                        |                                        |                                        |                                        |                                        |                                        |                                 |                                 |
| Nazionali                                          |                                        |                                        |                                        |                                        |                                        |                                        |                                        |                                        |                                        |                                        |                                        |                                        |                                        |                                        |                                        |                                 |                                 |
| Campionati italiani Junior FISR                    |                                        |                                        | 1º                                     |                                        |                                        |                                        |                                        |                                        |                                        |                                        |                                        |                                        |                                        |                                        |                                        |                                 |                                 |